# Lemony Snickets berättelse om syskonen Baudelaires olycksaliga liv
Lemony Snickets berättelse om syskonen Baudelaires olycksaliga liv (originaltitel: Lemony Snicket's A Series of Unfortunate Events) är en amerikansk familjefilm från 2004 med Jim Carrey i huvudrollen, baserad på de tre första böckerna i barnbokserien "Syskonen Baudelaires olycksaliga liv".

## Handling
Filmen handlar om tre barn vid namn Violet, Klaus och Sunny som blir meddelade av en herr Poe att deras föräldrar just omkommit i en brandolycka. Ingen vet hur det gick till och barnen får bo hos en avlägsen släkting, Greve Olaf, som planerar att mörda barnen för att komma åt Baudelairefömögenheten, som de tre barnen ärvt av sina rika föräldrar. Under filmen får vi följa olyckliga händelser som hela tiden förföljer barnen. De får förmyndare efter förmyndare medan de hela tiden förföljs av Greve Olaf.

## Rollista i urval
- Jim Carrey – Greve Olaf
- Meryl Streep – Aunt Josephine
- Jude Law – Lemony Snicket (röst)
- Emily Browning – Violet Baudelaire
- Liam Aiken – Klaus Baudelaire
- Kara Hoffman – Sunny Baudelaire
- Shelby Hoffman – Sunny Baudelaire
- Timothy Spall – Mr. Poe
- Billy Connolly – Uncle Monty